# 天王补心丹
天王补心丹是中医药学传统方剂。同名方约有9首。
《校注妇人良方》卷六：人参（去芦）、玄参、丹参、茯苓、远志、桔梗各五钱，生地黄四两，当归酒浸、五味、天门冬、麦门冬去心、柏子仁、酸枣仁炒各一两。上为末，炼蜜为丸，如梧桐子大，用朱砂为衣。每服二三十丸，临卧竹叶煎汤送下。
《摄生秘剖》：酸枣仁、柏子仁炒、当归身酒洗、天门冬去心、麦门冬去心各二两、生地黄酒洗，四两、人参去芦、丹参微炒、 玄参微炒、白茯苓去皮、五味子烘、远志去心，炒、桔梗各五钱。上药为末，炼蜜丸如梧子大，朱砂用三五钱为衣，空心白滚汤下三钱（9g），或圆眼汤俱佳。忌胡荽、大蒜、萝卜、鱼腥、烧酒。
本方为滋补心阴的主要方剂。
- 主治：阴虚血少，神志不安证。心悸失眠，虚烦神疲，梦遗健忘，手足心热，口舌生疮，舌红少苔，脉细而数。
- 功用：滋阴养血，补心安神。[1]

## 外部連結
- 天王補心丹 中藥方劑圖像數據庫 (香港浸會大學中醫藥學院) （中文）（英文）